# MAPICS
MAPICS（マピックス）は、IBM iSeries (AS/400) 上で稼動するIBMが開発した統合生産管理システム (ERP) ソフトウェアで、マピックスにより販売されている。